# پلسر، ماسباته
پلسر، ماسباته (به لاتین: Placer, Masbate) یک منطقهٔ مسکونی در فیلیپین است که در ماسباته واقع شده‌است.

## خصوصیات
پلسر ۱۹۳٫۰۳ کیلومترمربع مساحت و ۵۵٬۴۳۸ نفر جمعیت دارد.